# Mikojan MiG-35
MiG-35 (NATO-rapporteringsnavn: Fulcrum-F) er navnet på den seneste version af MiG-29. Denne version har nye motorer, længere rækkevidde (2100 km), bedre systemer og mulighed for lufttankning. MiG-35 bliver solgt med enten en fransk eller en russisk radar. 
MiG-35 er i tjeneste i Ruslands luftvåben. Indien og Malaysia er mulige fremtidige købere af flyet.

## Eksterne links
- Wikimedia Commons har flere filer relateret til Mikojan MiG-35

| Luftfart | Spire Denne artikel om flyvning er en spire som bør udbygges. Du er velkommen til at hjælpe Wikipedia ved at udvide den. |